# Montagnola Senese

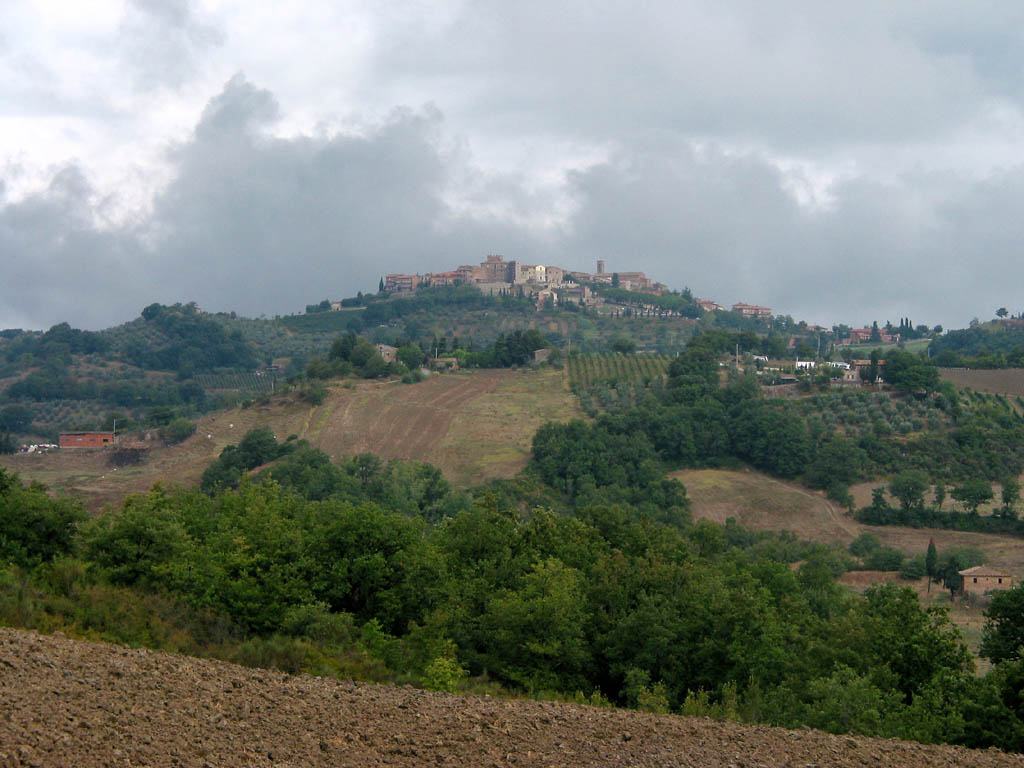
À Casole d'Elsa.

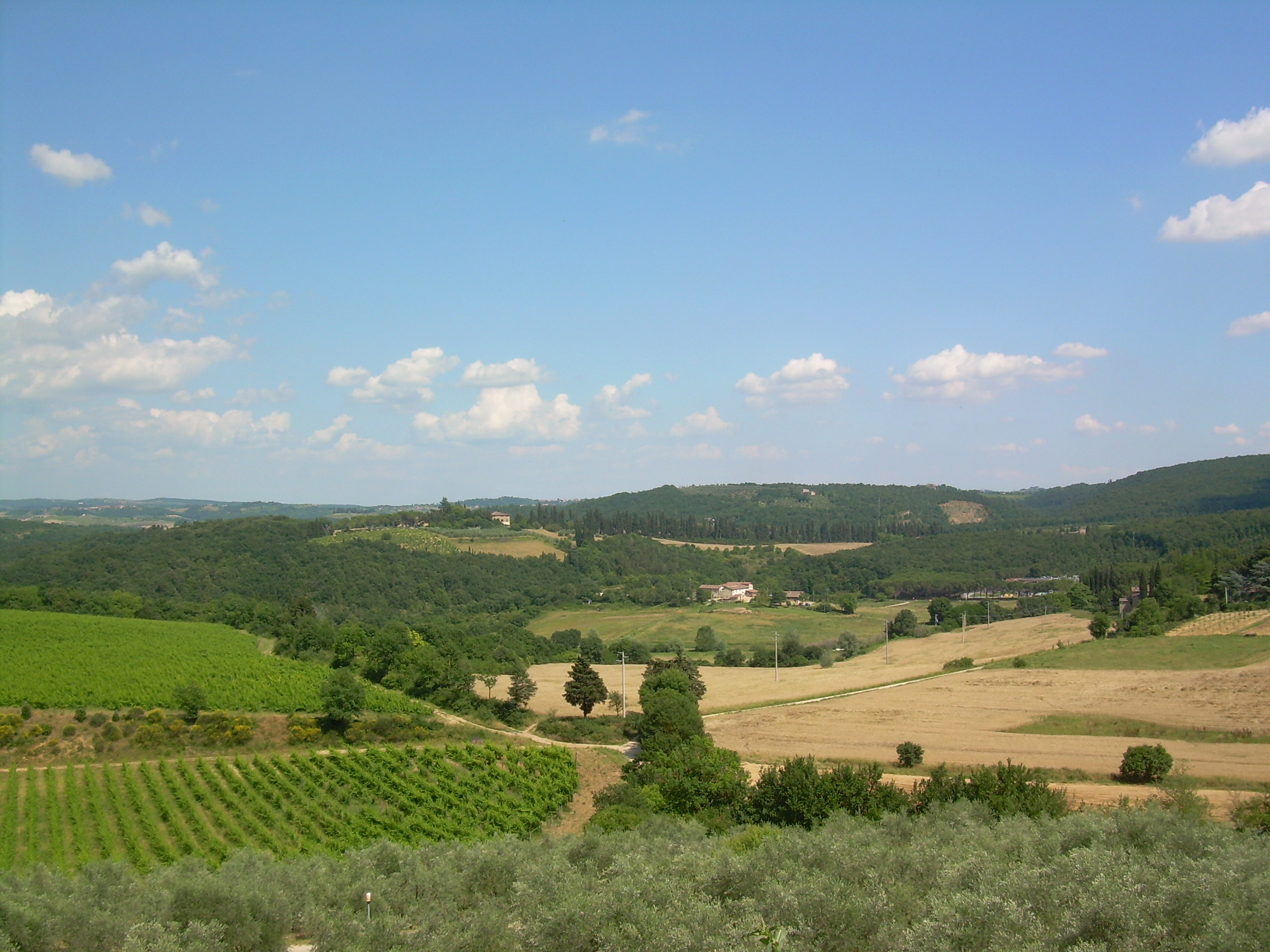
Depuis Monteriggioni.

La Montagnola Senese est une des principales zones collinaires de la province de Sienne en Italie, dont le territoire s'étend sur les communes de  Casole d'Elsa, Monteriggioni, Sienne et Sovicille.
Ses bois  de taillis comprennent  des chênes, des érables et, dans les hauteurs, de châtaigniers. On y trouve, dans les sous-bois, genévrier, chèvrefeuille, ciste, houx et arbousiers.
Son plus haut sommet, il Montemaggio, atteint les 671 m.